# Rok liturgiczny
Rok liturgiczny – przyjęty w danej religii cykliczny podział roku z wyróżnieniem obchodzonych dni świątecznych, obrzędów i innych, związanych z liturgią i teologią danego wyznania.

## Rok liturgiczny w Kościele rzymskokatolickim
W Kościele rzymskokatolickim rok liturgiczny to cykl wspomnień historii zbawienia w oparciu o wydarzenia z życia i śmierci Jezusa Chrystusa zawarte w ciągu jednego roku kalendarzowego. Rok liturgiczny rozpoczyna się w pierwszą niedzielę adwentu, która przypada między 27 listopada a 3 grudnia. Ponadto, w cykl wspomnień życia i śmierci Jezusa wpisane są wspomnienia świętych i wydarzeń z życia Kościoła.

### Niedziela
Pierwszy dzień każdego tygodnia nazywa się dniem Pańskim. W tym dniu Kościół obchodzi misterium paschalne zgodnie z tradycją apostolską wywodzącą się od samego dnia Zmartwychwstania Chrystusa. Dlatego niedziela jest pierwotnym dniem świątecznym.
Ze względu na swoje szczególne znaczenie niedziela ustępuje tylko uroczystościom oraz świętom Pańskim. Niedziele Adwentu, wielkiego postu i Okresu wielkanocnego mają pierwszeństwo przed wszystkimi świętami Pańskimi i wszystkimi uroczystościami. Uroczystości wypadające na te niedziele przenosi się na poniedziałek, chyba że zbieżność zachodzi w Niedzielę Palmową albo w Niedzielę Zmartwychwstania Pańskiego.
Na niedzielę zasadniczo nie wyznacza się na stałe innego obchodu.
Wyjątki od tego to:
- w niedzielę w czasie oktawy Narodzenia Pańskiego obchodzi się święto Świętej Rodziny;
- w niedzielę po dniu 6 stycznia obchodzi się święto Chrztu Pańskiego;
- w niedzielę po Wielkanocy obchodzi się Święto Miłosierdzia Bożego;
- w niedzielę po Zesłaniu Ducha Świętego obchodzi się uroczystość Najświętszej Trójcy;
- w ostatnią niedzielę zwykłą obchodzi się uroczystość Jezusa Chrystusa, Króla Wszechświata.
- tam, gdzie uroczystości Objawienia Pańskiego, Wniebowstąpienia i Najśw. Ciała i Krwi Chrystusa nie obchodzi się jako świąt nakazanych, należy je wyznaczyć na niedzielę, która stanie się ich własnym terminem, w następujący sposób:
  - Objawienie Pańskie na niedzielę wypadającą między 2 a 8 stycznia;
  - Wniebowstąpienie na 7. niedzielę Okresu wielkanocnego;
  - Uroczystość Najświętszego Ciała i Krwi Chrystusa na niedzielę po Najświętszej Trójcy.

### Uroczystości, święta, wspomnienia
Obchody liturgiczne zależnie od znaczenia, jakie się im przypisuje, dzielą się na: uroczystości, święta i wspomnienia.
Uroczystości zalicza się do głównych dni, a ich obchód rozpoczyna się w dniu poprzednim od I nieszporów. Niektóre uroczystości mają specjalny formularz Mszy wigilijnej, którego się używa wieczorem w dniu poprzedzającym uroczystość, jeżeli odprawia się Mszę w godzinach wieczornych. Niedziela w kalendarzu liturgicznym ma rangę uroczystości, stąd obchód świętowania niedzieli rozpoczyna się w sobotę I nieszporami niedzieli. Umożliwia to sprawowanie w sobotę wieczorem mszy według formularza niedzielnego.
Obchód największych uroczystości Zmartwychwstania i Narodzenia Pańskiego trwa przez osiem dni.
Święta obchodzi się w granicach dnia naturalnego, nie mają zatem I Nieszporów, chyba że wypadają w niedziele zwykłe albo w niedziele okresu Narodzenia Pańskiego i zajmują ich miejsce.
Wspomnienia dzielą się na obowiązkowe i dowolne. Wspomnienia obowiązkowe, które wypadają na dni wielkiego postu, można obchodzić tylko jako wspomnienia dowolne. Jeżeli w jednym dniu wpisano w kalendarzu kilka wspomnień dowolnych, można obchodzić tylko jedno z nich, a inne się opuszcza.
W zwykłe soboty, w które nie wypada wspomnienie obowiązkowe, można obchodzić wspomnienie dowolne Najświętszej Maryi Panny.

### Dni powszednie
Dni tygodnia następujące po niedzieli nazywa się dniami powszednimi i obchodzi się je w różny sposób, zależnie od stopnia ich ważności:
- Środa Popielcowa i dni Wielkiego Tygodnia od Wielkiego Poniedziałku do Wielkiego Czwartku włącznie mają pierwszeństwo przed wszystkimi innymi dniami liturgicznymi
- dni powszednie Adwentu od dnia 17 do dnia 24 grudnia włącznie i wszystkie dni powszednie wielkiego postu mają pierwszeństwo przed wspomnieniami obowiązkowymi
- inne dni powszednie ustępują uroczystościom i świętom.

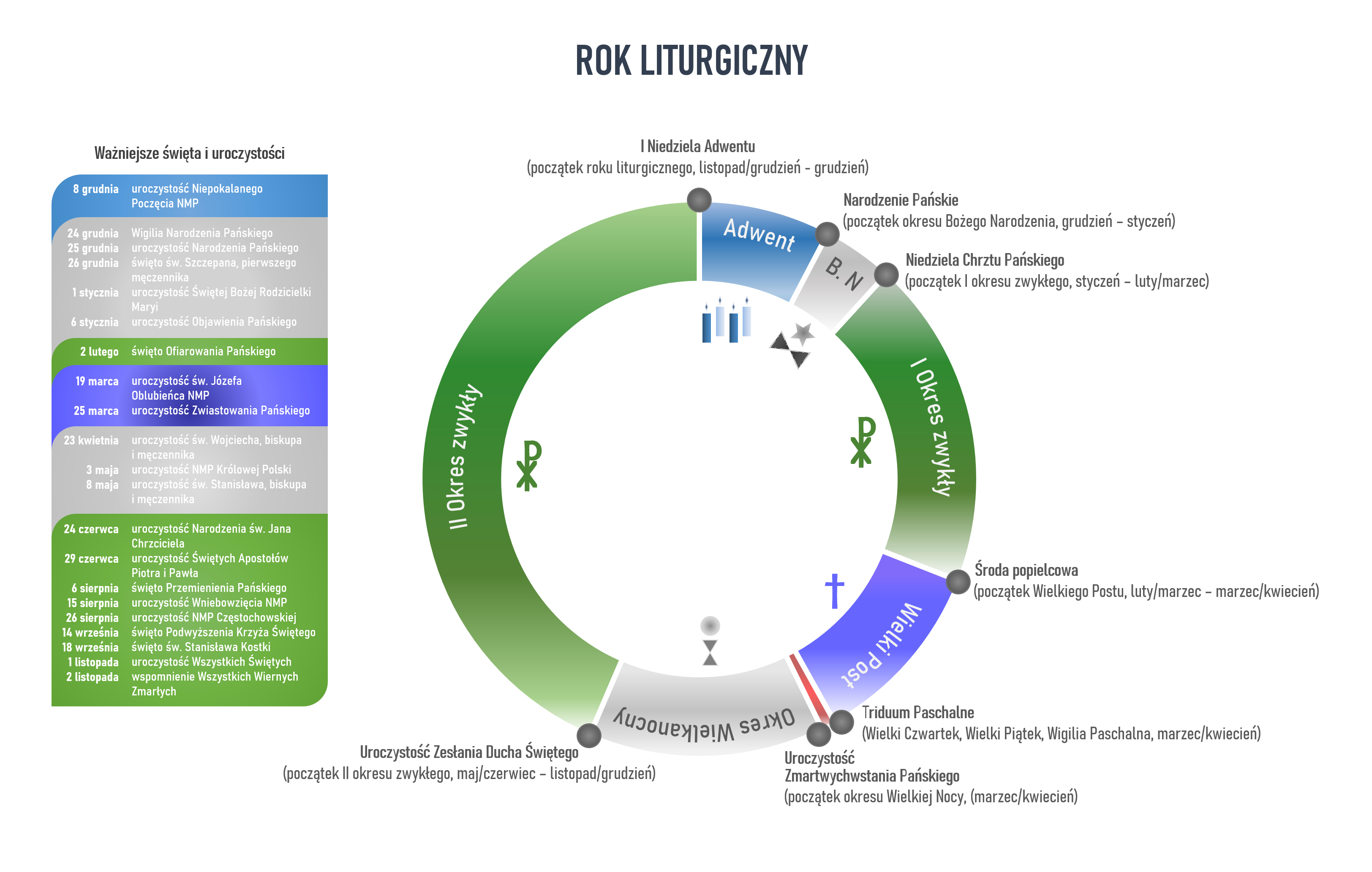
Okresy liturgiczne w ciągu roku

### Okresy liturgiczne

#### Okres adwentu
Od I Nieszporów niedzieli wypadającej między 27 listopada a 3 grudnia, zwanej I niedzielą adwentu, do I nieszporów Narodzenia Pańskiego w wigilię Bożego Narodzenia 24 grudnia. Adwent dzieli się na dwie części: pierwsza, trwająca do 16 grudnia włącznie koncentruje się na paruzji, zaś druga, obejmująca ostatni tydzień adwentu, poświęcona jest Najświętszej Maryi Pannie i bezpośredniemu przygotowaniu do Bożego Narodzenia.

#### Okres Narodzenia Pańskiego
Od I Nieszporów Narodzenia Pańskiego do niedzieli po 6 stycznia włącznie, zwanej Niedzielą Chrztu Pańskiego.

#### Okres wielkiego postu
Od Środy Popielcowej do Mszy Wieczerzy Pańskiej wyłącznie, odprawianej wieczorem w Wielki Czwartek. Ponadto niedziela przed Wielkim Czwartkiem, zwana Niedzielą Palmową, rozpoczyna obchody szczególnego okresu zwanego Wielkim Tygodniem, który trwa aż do niedzieli następnej, zwanej Niedzielą Zmartwychwstania, zamykającą ten okres. Wielki Tydzień nie jest jednak formalnie wydzielonym okresem w roku liturgicznym.

#### Okres Świętego Triduum Paschalnego
Od Mszy Wieczerzy Pańskiej do Niedzieli Zmartwychwstania włącznie. Ponadto wszystkie nabożeństwa, licząc od liturgii Wigilii Paschalnej, odprawianej w Wielką Sobotę koniecznie po zapadnięciu zmroku, do Niedzieli Zmartwychwstania włącznie, są wspólnym elementem okresu Triduum i okresu wielkanocnego.

#### Okres wielkanocny
Od liturgii Wigilii Paschalnej do VIII Niedzieli Wielkanocnej włącznie, zwanej Uroczystością Zesłania Ducha św.

#### Okres zwykły w ciągu roku
- część pierwsza – od poniedziałku po Niedzieli Chrztu Pańskiego do wtorku przed Środą Popielcową włącznie,
- część druga – od poniedziałku po Uroczystości Zesłania Ducha Św. do I Nieszporów I Niedzieli Adwentu wyłącznie.

### Nadzwyczajna forma rytu rzymskiego

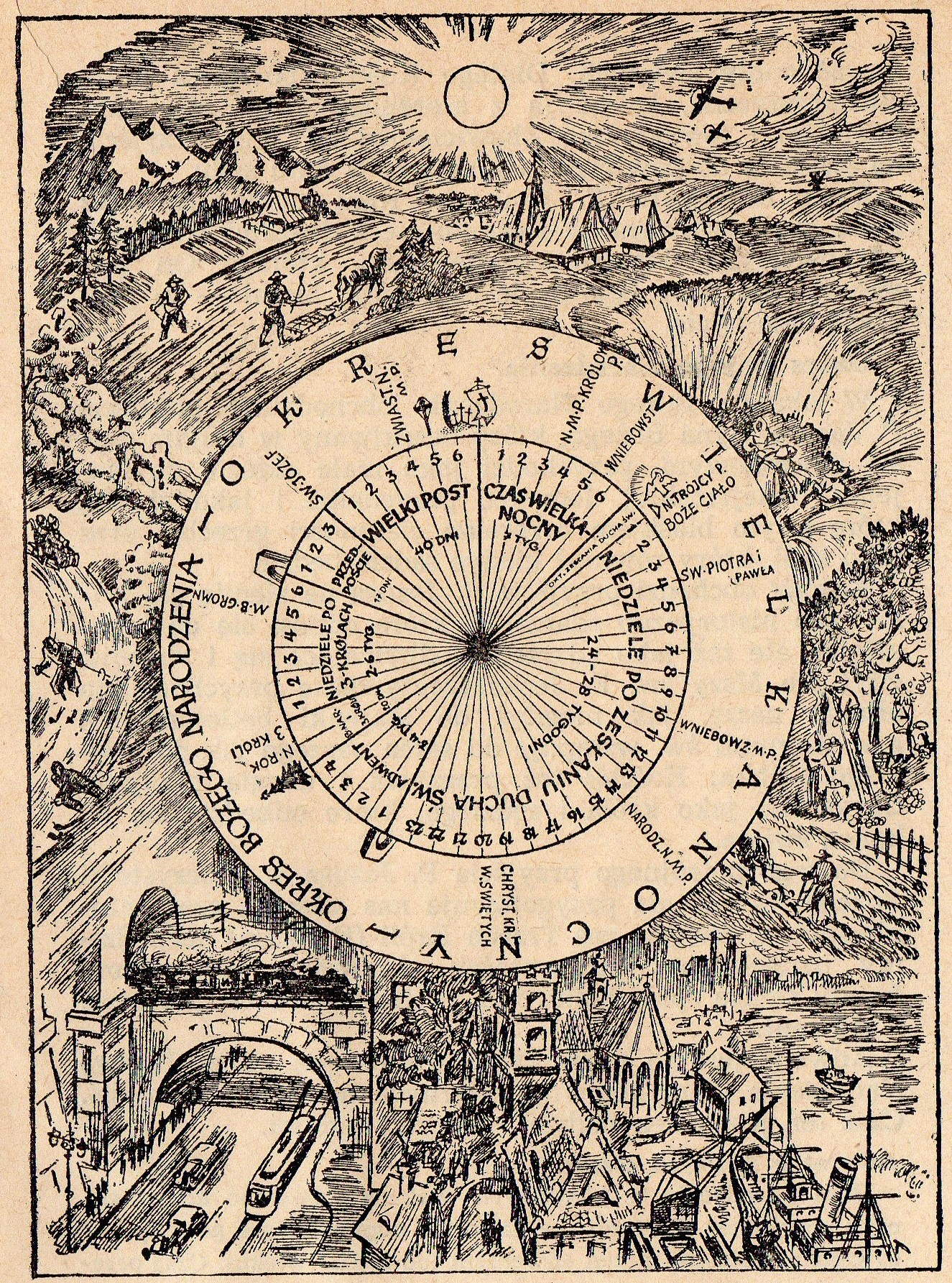
Rycina przedstawiająca rok liturgiczny (lata 50. XX wieku)

Ksiądz sprawujący mszę w nadzwyczajnej formie rytu rzymskiego, przy zachowaniu przepisów właściwych Konferencji episkopatu, ma obowiązek korzystania z kalendarza liturgicznego z 1962, który stanowi integralną część Mszału rzymskiego, na podstawie którego sprawuje się  liturgię.
Zgodnie z kalendarzem liturgicznym z 1962 rok liturgiczny rozpoczyna się pierwszą niedzielą Adwentu i podzielony jest na następujące okresy:
- Okres Adwentu trwa od I Nieszporów 1. niedzieli Adwentu do Nony Wigilii Bożego Narodzenia włącznie.
- Okres Wcielenia (tempus natalicium) trwa od I Nieszporów Bożego Narodzenia do dnia 13 stycznia włącznie. Ten okres obejmuje:
  - Okres Bożego Narodzenia (tempus Nativitatis), który trwa od I Nieszporów Bożego Narodzenia aż do Nony dnia 5 stycznia włącznie;
  - Okres Objawienia (tempus Epiphaniae), który trwa od I Nieszporów Objawienia Pańskiego aż do dnia 13 stycznia włącznie.
- Okres w ciągu roku po Objawieniu (tempus per annum post Epiphaniam), trwa od 14 stycznia aż do Nony soboty przed niedzielą Siedemdziesiątnicy
- Okres Siedemdziesiątnicy (tempus Septuagesimae) trwa od I Nieszporów niedzieli Siedemdziesiątnicy aż do Komplety wtorku po Pięćdziesiątnicy.
- Okres Wielkopostny (tempus quadragesimale) trwa od Jutrzni Środy Popielcowej aż do Mszy Wigilii Wielkanocnej wyłącznie. Ten okres obejmuje:
  - Okres Wielkiego Postu (tempus Quadragesimae), który trwa od Jutrzni Środy Popielcowej aż do Nony soboty przed 1. niedzielą Męki Pańskiej włącznie;
  - Okres Męki Pańskiej (tempus Passionis), który trwa od I Nieszporów 1. Niedzieli Męki Pańskiej aż do Mszy Wigilii Wielkanocnej wyłącznie. Tydzień od 2. Niedzieli Męki Pańskiej, czyli Palmowej, aż do Wielkiej Soboty włącznie nazywa się Wielkim Tygodniem (Hebdomada sancta); natomiast trzy ostatnie dni tego tygodnia noszą nazwę Trzech Dni Świętych (Triduum Sacrum).
- Okres wielkanocny (tempus paschale), trwa od początku Mszy Wigilii Wielkanocnej aż do Nony soboty w oktawie Zesłania Ducha Świętego włącznie. Ten okres obejmuje:
  - Okres Zmartwychwstania (tempus Paschatis), który trwa od początku Mszy Wigilii Wielkanocnej aż do Nocy Wigilii Wniebowstąpienia Pańskiego włącznie;
  - Okres Wniebowstąpienia (tempus Ascensionis), który trwa od I Nieszporów Wniebowstąpienia Pańskiego aż do Nony Wigilii Zesłania Ducha Świętego włącznie;
  - Oktawę Zesłania Ducha Świętego (octava Pentecostes), która trwa od Mszy wigilii Zesłania Ducha Świętego aż do Nony następnej soboty włącznie.
- Okres w ciągu roku po Zesłaniu Ducha Świętego (tempus per annum post Pentecosten), który trwa od I Nieszporów święta Trójcy Przenajświętszej, to jest 1. Niedzieli po Zesłaniu Ducha Świętego, aż do Nony soboty przed 1. Niedzielą Adwentu włącznie.

Czytania mszalne zawarte są w mszale i zamknięte są w cyklu rocznym. Z tego powodu niedziele powiązane są z fragmentami Ewangelii, co powoduje nadawanie im nazw od tych fragmentów, np. druga niedziela po Wielkiej Nocy nazywana jest niedzielą dobrego Pasterza, wtedy czytany jest fragment Ewangelii Jana, w której Jezus nazywa się dobrym pasterzem.
Dni dzielą się na cztery klasy, najwyższy priorytet ma klasa pierwsza, najniższą – czwarta. Dni ferialne (powszednie) mają własny formularz mszalny tylko w Wielkim Poście, w innych okresach roku odprawiana jest wtedy msza z ostatniej niedzieli lub msza wotywna. W tradycyjnym kalendarzu nie istnieje pojęcie niedzieli zwykłej, niedziele są numerowane względem uroczystości, po której występują, np. III niedziela po Objawieniu, XIV niedziela po Zesłaniu Ducha Świętego (Zielonych Świątkach).
Układ uroczystości, świąt i wspomnień świętych został w wyniku reform przeprowadzonych na przełomie lat sześciesiątych i siedemdziesiątych XX wieku zmieniony, tak więc często wspomnienia świętych w kalendarzu tradycyjnym wypadają w innych dniach niż w aktualnym kalendarzu Novus Ordo Missae. Przeniesienie obchodu w formie zwyczajnej nie implikuje przeniesienia w formie nadzwyczanej i tak przeniesienie Wniebowstąpienia Pańskiego na niedzielę dotyczy tylko formy zwyczajnej, w nadzwyczajnej jest obchodzone w czwartek, niedziela jest Niedzielą po Wniebowstąpieniu.

## Rok liturgiczny w Cerkwi prawosławnej
Rok liturgiczny w Kościele prawosławnym ukształtował się w toku rozwoju tradycji Kościołów wschodnich. W wielu miejscach zbiega się z tradycją Kościoła łacińskiego. Różnice powstały w wyniku rozłamu w chrześcijaństwie, który datowany jest na rok 1054 (wielka schizma).
Obecnie używane są dwa kalendarze – juliański i neojuliański (jest to kalendarz gregoriański, w którym święta ruchome obliczane są według kalendarza juliańskiego), zwane zwyczajowo Starym Stylem i Nowym Stylem. Różnica 13 dni między kalendarzami widoczna jest przy poniższym opisie każdego ze świąt.
Prawosławny nowy rok liturgiczny rozpoczyna się dnia 1/14 września, a wiąże się to z przypadającym na początek tego miesiąca świętem Narodzenia Bogurodzicy (8/21 września), które rozpoczyna cykl 12 wielkich świąt. „Świętem świąt” nazywają prawosławni Paschę, czyli Wielkanoc, jednak nie jest ona wliczana do 12 świąt głównych. Cykl roczny kończy ziemska śmierć Bogurodzicy (15/28 sierpnia), można więc powiedzieć, że rok liturgiczny w Kościele prawosławnym utożsamiany jest z życiem Matki Bożej.
Święta Bożego Narodzenia, Wielkanocy, apostołów Piotra i Pawła oraz Zaśnięcia Bogurodzicy poprzedzają posty:
- Post przed Bożym Narodzeniem (nazywany Postem ap. Filipa, ponieważ rozpoczyna się w dzień po liturgicznym wspomnieniu tego apostoła) trwa 40 dni i zaczyna się 15/28 listopada.
- Post przed Wielkanocą poprzedzony jest okresem Przedpościa (22 dni, niedziele o Celniku i Faryzeuszu, o Synu Marnotrawnym, o Sądzie Ostatecznym), w którym rozpoczyna się czytanie specjalnej księgi liturgicznej – Triodionu postnego. Po tym następuje właściwy wielki post, trwający 40 dni, który kończy się w przeddzień soboty św. Łazarza (poprzedza święto Wjazdu Chrystusa do Jerozolimy). Osobno potraktowany jest Wielki tydzień. Daje to w sumie 70 dni, co stanowi około 1/5 całego roku liturgicznego.
- Post przed świętem apostołów Piotra i Pawła (29 czerwca/12 lipca) jest to ruchomy post. Jego długość zależy od daty Paschy i może wynosić od tygodnia do czterech. Jest to moment oczyszczenia po 50 dniach okresu paschalno-pentekostalnego, mających charakter świąteczny.
- Post przed świętem Zaśnięcia Bogurodzicy trwa 14 dni (1/14 – 15/28 sierpnia) i stanowi moment zadumy na koniec roku liturgicznego.

### 12 głównych świąt prawosławia
1. Narodzenie Bogurodzicy – 8/21 września, pamiątka narodzin Matki Bożej przez św. Joachima i Annę.
2. Podwyższenie Krzyża Świętego – 14/27 września, pamiątka odnalezienia Krzyża, na którym został ukrzyżowany Chrystus.
3. Wprowadzenie Bogurodzicy do Świątyni, znane na Zachodzie jako Ofiarowanie Najświętszej Maryi Panny – 21 listopada/4 grudnia, pamiątka wejścia Bogurodzicy do Świątyni w wieku 3 lat;
4. Boże Narodzenie – 25 grudnia/7 stycznia, pamiątka narodzenia Jezusa Chrystusa;
5. Teofania, Objawienie Pańskie (Epifania) i Chrzest Pański, znane na Zachodzie jako święto Trzech Króli – 6/19 stycznia, pamiątka chrztu Chrystusa, jego błogosławienia wody i objawienia bóstwa Chrystusa;
6. Spotkanie Pańskie, znane na Zachodzie jako Ofiarowanie Pańskie – 2/15 lutego, pamiątka Ofiarowania Syna Bożego przez Maryję i św. Józefa na ręce św. Symeona
7. Zwiastowanie Bogurodzicy – 25 marca/7 kwietnia, pamiątka zwiastowania dobrej nowiny Matce Bożej przez archanioła Gabriela. Na Wschodzie zachowana została tradycja obchodzenia świąt dokładnie w tych dniach (bez możliwości przenoszenia świąt na inny wolny termin), stąd co kilkadziesiąt lat prawosławni obchodzą wyjątkowe święto zwane Kyrio-Pascha, kiedy to Zwiastowanie przypada na dzień Zmartwychwstania Pańskiego. Stosuje się wtedy specjalne teksty liturgiczne, a duchowni celebrują nabożeństwa w specjalnych szatach.
8. Wjazd Pański do Jerozolimy – niedziela poprzedzająca Paschę, znana również jako Niedziela Palmowa, jest to pamiątka uroczystego wjazdu Chrystusa do Jerozolimy, które poprzedziło jego mękę i zmartwychwstanie
9. Wniebowstąpienie – czwartek 40. dnia po Zmartwychwstaniu
10. Zesłanie Ducha Świętego na Apostołów – niedziela 50. dnia po Zmartwychwstaniu, znane również jako Zielone Świątki albo Trójca, ponieważ tego dnia obchodzone jest również święto Trójcy Świętej. Jest to pamiątka zesłania Ducha świętego na apostołów, uważana za początek istnienia Kościoła
11. Przemienienie Pańskie – 6/19 sierpnia, pamiątka objawienia się Chrystusa na górze Tabor
12. Zaśnięcie Bogurodzicy – 15/28 sierpnia, na Zachodzie znane po ogłoszeniu dogmatu w 1950 r. jako Wniebowzięcie NMP, pamiątka przejścia Bogurodzicy z duszą i ciałem do Królestwa Niebieskiego

## Rok liturgiczny w Kościołach mariawickich
Zobacz też: Rok liturgiczny w Kościołach mariawickich
Rok liturgiczny to cykl wspomnień historii zbawienia w oparciu o wydarzenia z życia i śmierci Jezusa Chrystusa zawarte w ciągu jednego roku kalendarzowego. Ponadto w ten cykl wpisane są wspomnienia z życia Maryi, Mateczki, Aniołów, Świętych, zmarłych i wydarzeń z życia Kościoła. Pierwsze półrocze roku kościelnego rozpoczyna się w adwencie i koncentruje się na życiu Jezusa i zbawczym dziele. Drugie zaczyna się od Zielonych Świątek wskazuje na Jego nauczanie i rolę Ducha Świętego w Kościele.
Mariawici zachowali katolicki kalendarz liturgiczny sprzed reform dokonanych w Kościele rzymskokatolickim w XX wieku. Niektórym uroczystościom nadali dodatkowe znaczenie i wprowadzili własne święta, akcentujące wątki wypływające z objawień Dzieła Wielkiego Miłosierdzia.
Według wskazania św. Marii Franciszki Kozłowskiej rozróżniają dwa cykle świąt kościelnych. Odnośnie do świat ruchomych jako początek roku liturgicznego Mateczka wskazała Wielki Czwartek, zaś świąt stałych dzień 2 sierpnia (Święto Matki Bożej Anielskiej i Objawienia Dzieła Wielkiego Miłosierdzia). Po roku 1935 zauważa się też tendencję zwracania uwagi na I niedzielę Adwentu jako pierwszy dzień roku kościelnego.
Mariawicki kalendarz wyróżnia następujące okresy liturgiczne:
- Adwent - rozpoczyna się od nieszporów w sobotni wieczór między 27 listopada a 2 grudnia, kończy zaś 24 grudnia, w wigilię Bożego Narodzenia.
- Boże Narodzenie - trwa 40 dni, do uroczystości Ofiarowania Pańskiego - 2 lutego.
- Przedpoście - zaczyna się 70 dni przed Wielkanocą, trwa niecałe trzy tygodnie.
- Wielki Post - czterdziestodniowy czas pokuty, rozpoczyna się w Środę Popielcową i kończy w Wielką Sobotę
- Wielkanoc - rozpoczyna się od rezurekcji i trwa 50 dni do wigilii Zesłania Ducha Świętego.
- Zielone Świątki - obejmuje oktawę Zesłania Ducha Świętego.
- Okres zwykły - nazywany okresem po Zesłaniu Ducha Świętego, rozpoczyna się w uroczystość Trójcy Przenajświętszej i kończy w sobotę przed I niedzielą Adwentu.

Ponadto niektóre miesiące w ciągu roku mają wyznaczone konkretne aspekty wiary do kontemplacji.
- maj - miesiąc maryjny, w kościołach i kaplicach, a także przy przydrożnych kapliczkach odprawiane są nabożeństwa majowe, podczas których śpiewana jest litania loretańska do Najświętszej Maryi Panny. Ze względu na narodzenie św. Marii Franciszki 27 maja, szczególnie akcentuje się także jej osobę w tym czasie, a w Kościele Katolickim Mariawitów podczas nabożeństwa majowego naprzemiennie odmawia się litanię do Matki Bożej z litanią do Mateczki.
- czerwiec - miesiąc poświęcony Najsłodszemu Sercu Jezusowemu, w wielu parafiach odprawiane są nabożeństwa czerwcowe, podczas których śpiewana jest litania do Serca Pana Jezusa i odmawiana jest Koronka do Miłosierdzia Bożego.
- lipiec - w Kościele Katolickim Mariawitów odprawiane są nabożeństwa lipcowe, podczas których śpiewana jest litania do Przenajświętszego Sakramentu.
- sierpień - miesiąc szczególnie bogaty w różne rocznice związane z historią mariawityzmu i życiem św. Marii Franciszki Kozłowskiej, w Kościele Katolickim Mariawitów odprawiane są nabożeństwa sierpniowe, podczas których śpiewana jest litania do Krwi Przenajdroższej Pana Jezusa.
- wrzesień - czas wdzięczności za Dzieło Stworzenia, urodzaj i plony, organizowane są dożynki. W Kościele Katolickim Mariawitów czas szczególnej modlitwy do św. Michała Archanioła.
- październik - miesiąc maryjny, w kościołach i kaplicach odprawiane są nabożeństwa różańcowe.
- listopad - miesiąc modlitwy za zmarłych, w kościołach i kaplicach odprawiane są Msze święte żałobne, wyczytywane są wypominki i odmawiany jest różaniec za zmarłych.